# Commandos 2: Men of Courage
Commandos 2: Men of Courage è un videogioco stealth, sequel di Commandos: Dietro le linee nemiche e Commandos: Quando il dovere chiama. Sviluppato da Pyro Studios, è stato pubblicato da Eidos Interactive nel 2001 per Microsoft Windows, PlayStation 2 e Xbox; la versione per Mac OS è stata pubblicata da Feral Interactive.

## Modalità di gioco
Rispetto al precedente capitolo, il gameplay è stato notevolmente ampliato. I personaggi non sono più vincolati agli oggetti con cui iniziano la missione, ma possono scambiarseli tra di loro, sottrarli ai nemici o trovarli nell'ambiente circostante (dentro casse, armadi, mobili). Alcuni di essi (come fucili, pistole e mitra) possono essere utilizzati da tutti i Commando, mentre altri solo da uno in particolare (ad esempio, solo il geniere può usare le granate o il cercamine).
La visuale dei nemici ha subito delle modifiche: pur rimanendo generalmente suddivisa in due zone (una verde scuro, più vicina al nemico e una verde chiaro, più lontana dal nemico) non presenta più un campo visivo variabile in base alla direzione dello sguardo (più esteso sulla vista frontale e meno esteso su quella laterale) ma si mantiene sempre costante. Come nei precedenti due titoli, se uno dei nostri uomini dovesse transitare nella zona verde chiara in posizione eretta verrebbe notato ed attaccato, mentre potrà passare inosservato muovendosi ventre a terra; nella zona verde scura i nazisti si accorgeranno della nostra presenza indipendentemente dalla posizione assunta. Nei livelli notturni la visuale viene suddivisa in tre zone anziché due, agevolando così le manovre furtive dei Commando. Una nuova meccanica implementata dal gioco è quella riguardante il tempo di riconoscimento da parte dei nemici, i quali non si allarmeranno più in maniera immediata nel caso in cui dovessero notare un nostro agente, ma prima di metter mano alle armi attenderanno qualche istante per meglio identificare l'intruso. La quantità di tempo utile per sottrarsi dal campo visivo nemico diminuisce con l'aumentare del livello di difficoltà impostato.
Tutti i personaggi possono impossessarsi delle divise dei nazisti neutralizzati ed indossarle per passare inosservati, ma bisogna tenere presente che esse si consumeranno con il passare del tempo. I nostri uomini verranno comunque identificati se si avvicineranno troppo ai nemici, eccezion fatta per Natasha e Spia che fanno del travestimento il loro punto di forza. Quest'ultimo è in grado di vestire le uniformi nemiche per distrarli instaurando una conversazione con loro (essendo l'unico in grado di parlare la lingua tedesca), tuttavia la divisa dovrà essere di grado pari o superiore a quella dell'interlocutore, in caso contrario egli verrà riconosciuto ed attaccato.
Di seguito è riportata la lista dei gradi militari dal più basso al più alto:
- Soldato, equipaggiato con fucile d'ordinanza o fucile mitragliatore (include anche gli operai nazisti, i quali tuttavia sono disarmati)
- Tenente, equipaggiato con pistola
- Ufficiale, equipaggiato con pistola (include ammiragli della Kriegsmarine e generali della Wehrmacht)

Ciò nonostante, gli ufficiali sono in grado di riconoscere la Spia anche se quest'ultima è camuffata con una divisa del medesimo grado. Natasha può distrarre i nazisti mediante il rossetto, ma per farlo dovrà prima indossare abiti che le conferiscano una certa sensualità (solitamente sono già equipaggiati, mentre nella missione 7 andranno recuperati) i quali sono considerati pari ad una divisa da ufficiale. A differenza di quanto accade con gli altri personaggi, le uniformi utilizzate da Spia e Natasha non si deteriorano con il passare del tempo.
I Commando possono utilizzare varie tecniche per stordire i nemici e poi legarli (quest'ultima abilità non è posseduta da Ladro e Natasha), nuotare ed immergersi sott'acqua (ma la scorta d'ossigeno è limitata, tranne per il Marine), entrare negli edifici (che a differenza del precedente titolo sono esplorabili internamente) e mettersi in guardia, in modo da sparare automaticamente ai soldati nazisti che dovessero transitare nel loro campo visivo.
Alcuni dei nostri uomini possono sfruttare le proprie capacità fisiche per arrampicarsi su muri, lampioni, tralicci ed altri elementi, per poi muoversi furtivamente mediante cavi o altri supporti.
Sono previste missioni ai danni di tutte le potenze dell'Asse, in particolare contro tedeschi e giapponesi, in nove località distinte, dall'Artide alle giungle del Pacifico.

## Missioni
- CAMPO D'ADDESTRAMENTO 1: è il primo tutorial; il geniere Inferno e l'incursore Lupin devono ripulire un posto di blocco dai soldati tedeschi.
- CAMPO D'ADDESTRAMENTO 2: nel secondo tutorial il berretto verde Butcher, il geniere e il pilota Sam Brooklyn aiutano una squadra di soldati alleati assediata dai tedeschi, e li affiancano durante un contrattacco.
- LA NOTTE DEI LUPI: Lupin viene mandato in una base tedesca sulla costa francese che ospita gli U-Boot; con l'aiuto di un contatto, una donna di nome Natasha, deve impossessarsi di un esemplare di Enigma, la macchina di criptazione nazista. C'è anche un memnro della resistenza francese, che viene ferito e chiede a Lupin di prendersi cura del suo cane Whisky; prima di morire lascia a Lupin un messaggio cifrato; Lupin decifra il messaggio e trova una radio per avvertire il comando; un sottomarino alleato è stato catturato con tutto l'equipaggio. Il comando ordina che Natasha sparisca e Lupin rimanga in attesa della squadra.
- ASSASSINI SILENZIOSI: Frenchy la spia, Fins il marine e Inferno penetrano nella base, dove con l'aiuto di Lupin e di Butcher (che dovranno chiamare via radio durante la missione) liberano l'equipaggio, riprendono il sottomarino e infliggono gravi danni alla base prima di partire.
- LA MORTE BIANCA: durante il viaggio per tornare in Inghilterra, il sottomarino viene intercettato da un cacciatorpediniere tedesco nel Mare del Nord; costretto ad emergere, l'equipaggio viene costretto alla resa da forze superiori; tutti vengono catturati tranne Fins, che torna al sottomarino, e Inferno che si nasconde nella base; Fins dovrà trovare e liberare tutti gli altri. Alla fine, la squadra otterrà un dispositivop Enigma completo, che Frenchy e Butcher porteranno alla base con un aereo mentre gli altri proseguono nel sommergibile.
- OBIETTIVO BURMA: la squadra (Butcher, Lupin, Brooklyn e Duke il cecchino) viene mandata nel sud-est dell'Asia a contrastare le forze giapponesi; devono salvare un santone (che regala a Lupin un topolino ammaestrato) e uccidere l'ufficiale in comando di questa zona, con l'aiuto di una squadra di soldati Gurkha; poi se ne andranno lungo il fiume.
- IL PONTE SUL FIUME KWAI: Butcher, Fins, Lupin e Brooklyn vengono inviati in un campo di prigionia, dove i soldati catturati sono costretti a costruire il ponte di Tamarkan sopra il fiume Kwai; con le indicazioni di un prigioniero, il colonnello Guinness (una citazione dell'attore Alec Guinness, protagonista del film Il ponte sul fiume Kwai), la squadra piazza gli esplosivi nel punto più debole e manda un messaggio telegrafico per annunciare il completamento del ponte; quando un treno giapponese con alti ufficiali a bordo passerà sulle rotaie, il ponte esploderà.
- I CANNONI DELL'ISOLA DI SAVO: i marines stanno per sbarcare a Guadalcanal per condurre l'operazione Watchtower, uno sbarco anfibio per prendere l'aeroporto giapponese; ma l'isola di Savo, a nord di Guadalcanal, ospita una batteria di cannoni che i commandos devono neutralizzare: Butcher, Fins, Inferno e Brooklyn vanno a Savo e distruggono i cannoni; poi lasciano l'isola a bordo di un aereo anfibio giapponese, pilotato da un pilota alleato catturato, portandosi dietro anche un vecchio naufrago (rimasto lì dai tempi della regina Vittoria) e un tesoro.
- IL GIGANTE DI HAIPHONG: il porto di Haiphong è una delle basi giapponesi più grandi in Indocina; Lupin e Inferno sono rimasti bloccati nel tentativo di salire su una portaerei; Butcher dovrà tirarli fuori dai guai con l'aiuto di Natasha; i tre commandos salgono sulla nave per segnalarne la posizione agli aerei alleati.
- SALVATE IL SOLDATO SMITH: dopo lo sbarco in Normandia, gli alleati devono conquistare Cherbourg per ottenere il suo porto, necessario per far arrivare truppe e rifornimenti; sono necessarie informazioni in possesso del soldato Smith, rimasto bloccato col suo plotone e ferito; Butcher, Duke, Inferno e Lupin vengono inviati a cercarlo, ma per un errore i primi tre sono catturati; toccherà all'ultimo salvare la situazione, i compagni di squadra e Smith.
- IL CASTELLO DI COLDITZ: Butcher, Frenchy, Duke e Brooklyn devono liberare Lupin, prigioniero nel castello di Colditz, una delle carceri più sicure della Germania; l'incursore, ora davanti al plotone d'esecuzione, stava tentando di sottrarre un documento classificato; recuperato il documento crittografato (una serie di numeri), la scheda del codice (che mostra quali sono i numeri da leggere) e il libro chiave (che traduce i numeri in parole). Il messaggio dice che Hitler ha ordinato la distruzione di Parigi prima dell'arrivo degli alleati; alla squadra viene ordinato di partire immediatamente per Parigi!
- PARIGI BRUCIA?: tutta la squadra al completo (compreso il cane Whisky, e Natasha già infiltrata) deve arrivare all'hotel Maurice, nella stanza del generale Dietrich Von Coldtiz, incaricato di far saltare Parigi; lì c'è il detonatore collegato a migliaia di cariche esplosive disseminate nella città dai genieri tedeschi. Fatto questo i commandos lasciano Parigi con un dirigibile che si ferma a prenderli sulla cima della torre Eiffel.

Oltre alle missioni principali, ci sono missioni bonus che devono essere sbloccate cercando i pezzi di fotografie durante le missioni principali; se a fine missione la foto è completa, la missione bonus è attiva e giocabile; due missioni bonus sono la continuazione diretta delle missioni IL GIGANTE DI HAIPHONG e SALVATE IL SOLDATO SMITH. Altre due sono ripetizioni del tutorial 1.

## Personaggi
Rispetto alla precedente versione, sono stati introdotti tre nuovi personaggi giocabili:
- Natasha Nikochevski "La seduttrice": unica donna del gruppo, può indossare abiti che le permettono di passare inosservata agli occhi dei soldati nemici, nonché di distrarli attirando su di sé i loro sguardi; è l'unica, oltre a Duke, a poter usare il fucile da cecchino. È una versione modificata di Natasha Van der Zand, detta "Lips", personaggio di Commandos: Quando il dovere chiama. Non ha armi letali dall'inizio, ma usa le bottiglie per colpire il nemico alla testa; comunque non è in grado di legarlo.
- Paul Toledo "Lupin": è il commando più veloce e agile del gruppo. Può passare dalle finestre, arrampicarsi sui pali, nascondersi sotto i letti. Dispone di grimaldelli per scassinare le serrature, inoltre, a partire dalla missione "Obiettivo Burma", è munito di un topolino ammaestrato utilizzabile per distrarre i nemici. Come Natasha, non ha armi letali ad inizio missione e non può legare i nemici storditi; la sua funzione è infiltrarsi ovunque e nascondersi.
- Whisky: un cane, molto affezionato a Lupin. Può essere impiegato per portare oggetti tra i Commando (che lo possono chiamare con un fischietto), passando inosservato agli occhi dei nazisti. È anche in grado di abbaiare per distrarre le sentinelle nemiche, come pure rilevare le mine con il suo fiuto.

In alcune missioni è poi possibile controllare dei personaggi speciali (soldati ed ufficiali Alleati, i marinai di un sottomarino e il loro capitano, un santone Indù, un pilota di aerei, un naufrago, un gruppo di soldati Gurkha).